# Atrapados (serie de televisión de 2025)
Atrapados es una miniserie de televisión por internet de suspenso policial argentina producida por Haddock Films para Netflix. Se trata de una adaptación de la novela Caught (2010) escrita por Harlan Coben, realizada por Ana Cohan y Miguel Cohan. El escenario, la historia original se desarrolla en Nueva Jersey, y algunos personajes, fueron alterados a fin de ubicarlos en Argentina. Está protagonizada por Soledad Villamil, Juan Minujín, Alberto Ammann, Matías Recalt, Carmela Rivero, Mike Amigorena y Fernán Mirás. La serie se estrenó el 26 de marzo de 2025.

## Sinopsis
En la ciudad de Bariloche, en la Patagonia argentina, la periodista Ema Garay (Soledad Villamil) quiere atrapar a un depredador sexual que contacta a sus víctimas por medio del grooming.
Ema es periodista de una revista, aparentemente digital, y se ha hecho conocida por su serie de reportajes en vídeo, y con cámara oculta, denominada: «Atrapados», donde confronta a personas que han cometido delitos impunemente. En el comienzo de la serie está investigando casos de abuso sexual para lo cual participa de un chat en un videojuego, haciéndose pasar por una adolescente para atrapar al presunto depredador. Ema es viuda, tiene un hijo adolescente, Bruno (Matías Recalt), y ambos sobrellevan la muerte del padre de familia, víctima de una conductora ebria.
Ema intenta que la policía actúe con base en las pruebas que tiene hasta el momento, pero estas no le resultan suficientes al jefe de policía local,comisario Herrera (Fernán Mirás), quien le este solicita el control de la cuenta que usa para hablar con el depredador, a lo cual ella se niega. Cuando Ema quiere hablar con una de las víctimas anteriores del depredador, el padrino de la niña, Leo Mercer (Alberto Ammann), le impide el acceso argumentando que debe proteger a la víctima y a su familia, de la cual es amigo. En las escenas posteriores se muestra que Leo es responsable de una fundación para menores en dificultad, ubicada junto al lago Nahuel Huapi. Ema se acerca a la institución para conversar con los jóvenes sobre el acoso en línea, a la vez se relaciona personalmente con Leo.
Al mismo tiempo la vecina de la expareja de Leo, Martina Schulz (Carmela Rivero), joven violinista, recibe llamadas de un adulto, quien parece intentar seducirla. 
Ema,en su búsqueda del depredador, organiza un falso encuentro entre este y una supuesta víctima; cuando éste llega, la periodista se sorprende al descubrir de quién se trata. Ema expone públicamente al presunto abusador, lo que desencadena violentas reacciones en la comunidad. Mientras tanto, Martina, quien ha ingresado a la prestigiosa Camerata Bariloche, participa de una fiesta clandestina, donde también está presente Bruno, pero al día siguiente, la joven ha desaparecido.
Ema investiga el caso, para lo cual debe indagar entre los amigos de Leo, entre ellos Marcos Brown (Juan Minujin), así como en la vida de Martina; en el proceso descubre una compleja trama de propiedades, hechos pasados y resentimientos.
Al igual que en otras novelas de Coben, la narración abunda en giros inesperados, personajes misteriosos y supuestas pistas. En ocasiones se apela al flashback para mostrar al espectador los sucesos previos o escenas que desentrañan la trama.

## Elenco

### Principal
- Soledad Villamil como Ema Garay
- Juan Minujín como Marcos Brown
- Alberto Ammann como Leo Mercer
- Matías Recalt como Bruno Meller
- Carmela Rivero como Martina Schulz
- Fernán Mirás como Comisario Herrera

### Secundario
- Victoria Almeida como Juliana Terra
- Bárbara Massó como Vicky
- Patricio Aramburu como Diego
- María Figueras como Vera
- Pablo Cura como Germán Schulz
- Germán de Silva como Inspector Torres
- Alián Devetac como Facundo Costa
- Tania Casciani como Isabel
- Martín Miller como Armando
- Amanda Minujín como Fernanda
- Maite Aguilar como Camila Costa
- Patricio Rodríguez como Gael Benítez

### Participaciones
- Rafael Ferro como Juan Meller
- María Ucedo como Ariana Nasbro
- Mike Amigorena como Fran Briguel
- Eva Bianco como Margarita
- Alexia Moyano como Mercedes
- Elvira Onetto como Edelina Brown
- Sofía Guerschuny Pesci como Sofía Schulz
- Emma Longhi como Florencia
- Paula Thieberger como Abril Rojas
- Lautaro Morán como Colo
- Juan Eriji como Fernando

## Episodios
| N.º | Título                                         | Dirigido por    | Escrito por                                           | Fecha de lanzamiento original |
| --- | ---------------------------------------------- | --------------- | ----------------------------------------------------- | ----------------------------- |
| 1   | «Vivimos en la oscuridad»                      | Miguel Cohan    | Ana Cohan, Miguel Cohan, María Meira y Gonzalo Salaya | 26 de marzo de 2025           |
| 2   | «No puedes dañar un muerto»                    | Miguel Cohan    | Ana Cohan, Miguel Cohan, María Meira y Gonzalo Salaya | 26 de marzo de 2025           |
| 3   | «Culpable hasta que se demuestre lo contrario» | Hernán Goldfrid | Ana Cohan, Miguel Cohan, María Meira y Gonzalo Salaya | 26 de marzo de 2025           |
| 4   | «El diablo es un maestro del disfraz»          | Hernán Goldfrid | Ana Cohan, Miguel Cohan, María Meira y Gonzalo Salaya | 26 de marzo de 2025           |
| 5   | «Vivir en el odio tiene un costo muy alto»     | Hernán Goldfrid | Ana Cohan, Miguel Cohan, María Meira y Gonzalo Salaya | 26 de marzo de 2025           |
| 6   | «No sabemos nada del mañana»                   | Miguel Cohan    | Ana Cohan, Miguel Cohan, María Meira y Gonzalo Salaya | 26 de marzo de 2025           |

## Producción
En marzo de 2023, Netflix confirmó el desarrollo de la serie bajo la producción de Haddock Films. Asimismo, informó que la historia estaría basada en la novela Caught (2010) del autor estadounidense Harlan Coben, siendo adaptada por Miguel Cohan y Ana Cohan. En una entrevista para La Patagónica, Vanessa Ragone, productora de la serie, reveló que Netflix fue quien le propuso a Haddock Films la idea de realizar la serie en Argentina. Por otra parte, Hernán Goldfrid y Miguel Cohan fueron anunciados como los directores de la serie, la cual contaría con una temporada de seis episodios.
En enero de 2024, se confirmó que Soledad Villamil, Juan Minujín y Alberto Ammann fueron seleccionados para protagonizar la serie. En febrero de ese año, Matías Recalt y Fernán Mirás se unieron al elenco. En marzo del mismo año, se oficializó la incorporación de Mike Amigorena al proyecto.
La fotografía principal inició el 18 de marzo de 2024 en la ciudad de San Carlos de Bariloche en la provincia de Río Negro. Las grabaciones concluyeron en julio de ese año en Buenos Aires.